# Навикас, Донатас
Донатас Навикас (лит. Donatas Navikas; род. 30 июня 1983, Укмерге) — литовский футболист, полузащитник. Тренер клуба «Няптунас». 

## Клубная карьера
Начал карьеру в родном городе Укмерге, позже играл за разные клубы, но наибольшее количество матчей провел за клайпедский «Атлантас». В 2008 году играл за белгородский клуб «Салют-Энергия», а летом 2009 года присоединился к «Минску». В сезоне 2012 играл за «Славию-Мозырь», после чего вернулся в «Атлантас».

## Карьера тренера
В ноябре 2019 года был назначен временным тренером клуба «Атлантас». В апреле 2020 года недавно сформированная футбольная команда «Няптунас» объявила, что Навикас был назначен тренером.

## Достижения
- Бронзовый призёр Чемпионата Литвыː 2004, 2014
- Серебряный призёр Чемпионата Литвыː 2013
- Обладатель Кубка Литвыː 2002/03
- Бронзовый призёр Чемпионата Белоруссииː 2010